# هانجا

واژهٔ هانزی نوشته‌شده با حروف سنتی کره‌ای

هانجا در زبان کره‌ای به معنای حروف چینی است. به صورت دقیق تر، هانجا مربوط به حروف کره‌ای است که از زبان چینی قرض گرفته شده و در کره‌ای ادغام شده‌اند.
در گذشته از هانجا برای نوشتن زبان کره‌ای استفاده می‌شد ولی امروزه از هانگول برای این کار استفاده می‌شود.
مهم‌ترین دلیل گسترش هانجا در کره، رواج دین بودایی در این سرزمین بود.